# Восточный Фолкленд
Восточный Фолкленд (англ. East Falkland, исп. Isla Soledad) — остров в составе архипелага Фолклендские острова, расположенного в южной части Атлантического океана. На северо-востоке острова находится столица Фолклендских островов — город Порт-Стэнли.

## География

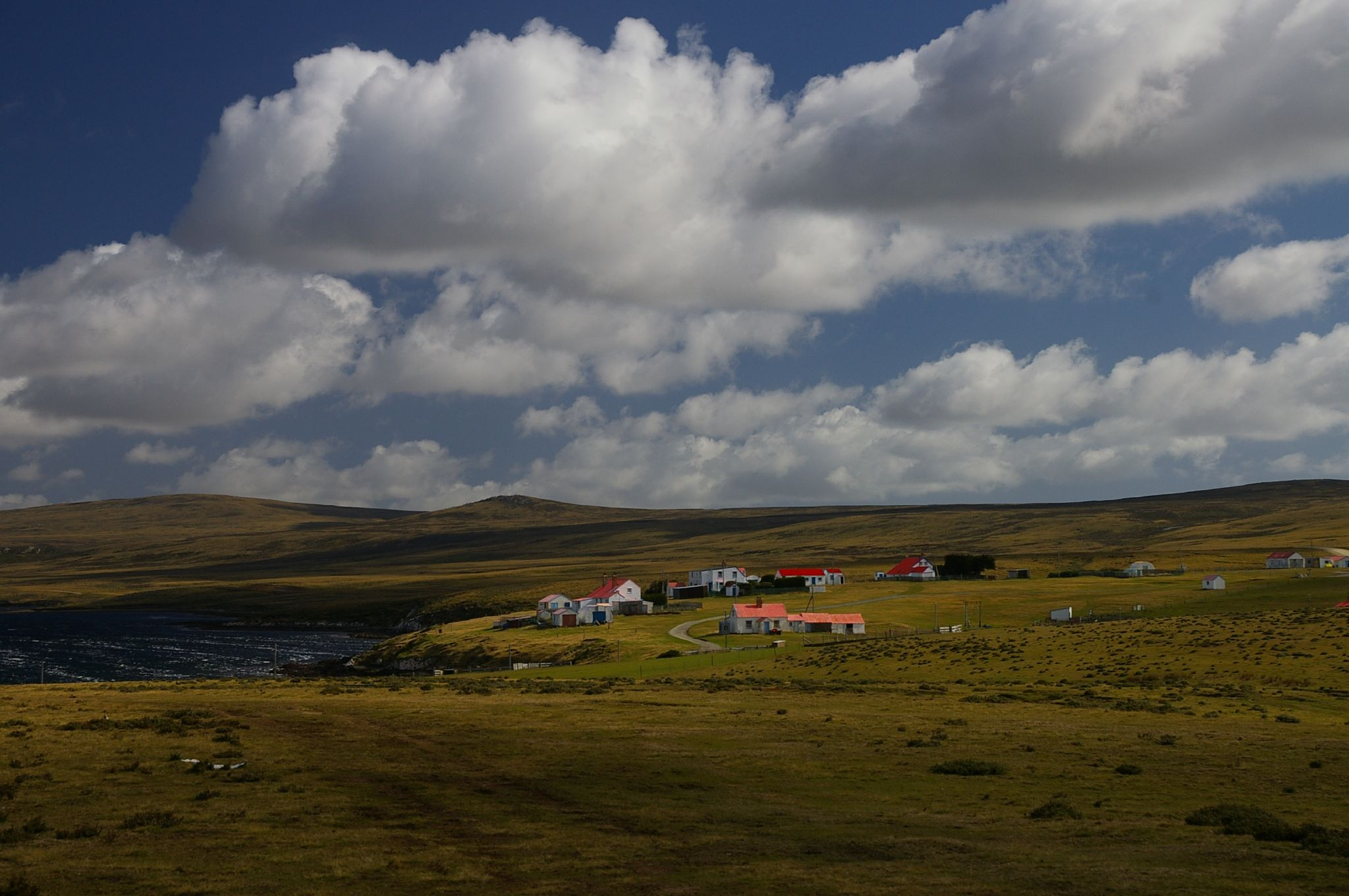
Поселение Джонсон-Харбор, северо-восток острова

Крупнейший остров архипелага, площадь составляет 6605 км²; длина береговой линии — 1036,9 км. Северная и южная (Лафония) части острова соединены узким перешейком, шириной лишь 2,4 км. Между ними находится залив Шуазёль.
Северная часть острова холмиста, здесь находится высшая точка как Восточного Фолкленда, так и всего архипелага — гора Асборн, высотой 705 м над уровнем моря.
На острове находится Аргентинское военное кладбище.

## Население
Население Восточного Фолкленда по данным переписи 2006 года составляет 2786 человек (более 94 % всего населения архипелага).

## Экономика
Экономика основывается на овцеводстве, рыболовстве и туризме.